# Acetoxolone
Acetoxolone là một loại thuốc dùng cho loét dạ dày và bệnh trào ngược dạ dày thực quản. Nó là một dẫn xuất acetyl của axit glycyrrhetinic.